# Vaupotič
Vaupotič je priimek več znanih Slovencev:
- Aleš Vaupotič (*1975), literarni teoretik in novomedijski umetnik, prof. UNG
- Edvard Vaupotič (1881—1953), Maistrov oficir, podpolkovnik VKJ
- Maks Vaupotič (1917—2017), zborovodja, čebelar?
- Nataša Vaupotič (*1967), profesorica fizike
- Nežka Vaupotič (1927—2022), knjižničarka (Ptuj)
- Rudi Vaupotič (1919—2003), filmski snemalec
- Vesna Vaupotič, plesalka
- Tatjana Vaupotič Zemljič, amaterska gledališčnica